# Witstaartkievit
De witstaartkievit (Vanellus leucurus) behoort tot de familie van kieviten en plevieren (Charadriidae).

## Herkenning
De vogel is 26 tot 29 cm lang. De vogel lijkt qua uiterlijk, zeker in vlucht, op de sporenkievit. De vogel heeft echter lange, gele poten en de staart is geheel wit. Verder is de vogel egaal licht grijsbruin en een markante koptekening, zoals bij sporen- en indische kievit ontbreekt.

## Verspreiding en leefgebied
Deze soort komt voor in het zuidwesten van Azië, met name van zuidoostelijk Turkije tot Afghanistan en overwintert van noordoostelijk Afrika tot India.
Het leefgebied bevindt zich altijd in de buurt van ondiep stilstaand en langzaam stromend water, zoals in rivierdalen of in geleidelijk opdrogende moerassen met grazige vegetatie. De vogel broedt in kleinschalige, dichte vegetatie in open gebieden, in zowel in de buurt van zoet, brak of zout water.
Deze soort is een dwaalgast in West-Europa met in totaal tien bevestigde waarnemingen in Nederland.

## Status
De witstaartkievit heeft een groot verspreidingsgebied en daardoor is de kans op de status kwetsbaar (voor uitsterven) gering. De grootte van de wereldpopulatie is in 2015 geschat tussen de 20 en 130 duizend volwassen vogels en over trends is weinig bekend. Belangrijke draslanden in Irak verdwijnen door drooglegging en daardoor krimpt het leefgebied in. Echter het tempo waarin het leefgebied wordt aangetast ligt onder de 30% in tien jaar (minder dan 3,5% per jaar). Om deze redenen staat deze kievit als niet bedreigd op de Rode Lijst van de IUCN.